# 长野经济短期大学
长野经济短期大学（日语：／ Nagano Keizai Tanki Daigaku *），简称经短（けいたん），是过去一所位于日本长野县长野市的私立短期大学。

## 概要

### 简介
- 学校最早可以追溯到1959年[1]、短期大学为于1967年开办[2]。由学校法人长野日本大学学园（前学校法人长野中央学园[1]）经营[2]、日本大学关系校之一。招生到2007年、停办于2009年[2]。

### 历史
- 1967年 长野经济短期大学成立并同时设置经济科第一部和第二部[2]。
- 1970年 经济科变更为经济学科[2]。
- 2001年 经济学科第二部招生最后[2]。
- 2004年 今年3月31日经济学科第二部停办[2]。
- 2007年 短期大学招生最后。
- 2009年 今年8月26日正式停办[2]。

## 学校环境
- 校区：在了长野县长野市

## 历任校长
- 木下彰：第一代短期大学校长[3]。

## 组织

### 学科
- 经济学科

### 前学科
- 经济学科
  - 第一部
  - 第二部[注 2]

### 专科
| - 没有 |

### 业余课程
| - 没有 |

### 附属学校
| - 幼儿园：成立于1967年12月25日。 |

### 附属机关
| - 信越经济研究所 - 税经研究所 |

## 相关链接
- 日本短期大学列表
- 日本大学:关系校